# Waterstofsulfide
Waterstofsulfide (H2S), soms zwavelwaterstof genoemd, is een giftig gas dat sterk stinkt: de rotte eierlucht.
Deze verbinding van waterstof met sulfide ontstaat bij rotting van vele zwavelhoudende organische stoffen, zoals eiwitten die cysteïne en methionine bevatten.
Mensen ruiken het al in een zeer lage concentratie,  maar wie een tijd in zwaveldamp blijft, ruikt het niet meer. Juist bij hoge concentraties is het moeilijk te ruiken, wat een dodelijk gevaar inhoudt. Langdurige inademing van lage concentraties waterstofsulfide geeft ook gezondheidsrisico's.
Waterstofsulfide komt voor opgelost in grondwater, in 'zuur' aardgas en ook in darmgassen, onder meer als afbraakproduct van uien en knoflook.
Het komt in grote hoeveelheden vrij bij het clausproces waarmee aardolieproducten en industriële afvalgassen ontzwaveld worden.

## Synthese
Waterstofsulfide kan in het laboratorium bereid worden door het voorzichtig druppelen van een sterk zuur (zoals zwavelzuur of waterstofchloride) op een sulfide, zoals ijzer(II)sulfide:
{\displaystyle {\ce {FeS + 2HCl -> FeCl2 + H2S}}}
Vroeger werd hiervoor het toestel van Kipp gebruikt. Tegenwoordig wordt dit gedaan in een drukkolf of wordt het gas in een gascilinder aangekocht.

## Eigenschappen
Waterstofsulfide is een zwak tweeprotisch anorganisch zuur, dat matig tot slecht oplosbaar is in water. De eerste protische dissociatie levert het waterstofsulfide-anion (HS−):
{\displaystyle {\ce {H2S <=> HS- + H+}}}
De zuurconstante van dit evenwicht bedraagt 6,9. Het sulfide-anion bestaat enkel in sterk basische oplossingen. In aanwezigheid van metaalionen ontstaan neerslagen van de overeenkomstige sulfidezouten.
In gasvorm is waterstofsulfide iets zwaarder dan lucht. Een mengsel van waterstofsulfide met lucht is explosief. Het brandt in zuivere zuurstof met een blauwe vlam, onder vorming van zwaveldioxide en water:
{\displaystyle {\ce {2H2S + 3O2 -> 2SO2 + 2H2O}}}
Waterstofsulfide bezit reducerende eigenschappen: het wordt zowel op industriële als laboratoriumschaal gebruikt om organische aziden te reduceren naar de overeenkomstige amines.

## Vloeibaar waterstofsulfide
Het kookpunt van waterstofsulfide ligt een stuk lager dan dat van water. De oorzaak daarvan is dat de waterstofbrug tussen zwavel en waterstof veel zwakker is dan die met zuurstof. De vloeistof kan gebruikt worden als oplosmiddel, maar dit gedraagt zich erg verschillend van water. De elektrische geleidbaarheid is bijzonder laag omdat er weinig auto-ionisatie optreedt. Zoiets als de autoprotolyse van water is er dus niet of nauwelijks. De stof gedraagt zich daardoor meer als een (polair) organisch oplosmiddel dan als een waterachtig oplosmiddel. Vloeibaar waterstofsulfide lost voornamelijk organische verbindingen op, in plaats van ionogene zoutachtige verbindingen.

## Toepassingen
Hoewel tegenwoordig de giftigheid van de verbinding een beletsel voor het gebruik vormt, is tot het eind van de jaren 60 van de 20e eeuw in de kwalitatieve analyse gebruikgemaakt van het H2S-systeem om vast te stellen met welk metaalion men te doen had.
In 2010 werd in de Verenigde Staten en Groot-Brittannië een stijging waargenomen van het gebruik van waterstofsulfide als zelfmoordgas. Interpol waarschuwde ervoor dat het gas ook gevaarlijk kan zijn voor hulpdiensten.
Uit wetenschappelijk onderzoek is bekend dat waterstofsulfide in kleine hoeveelheden aangemaakt wordt in veel celtypen van het lichaam. Het speelt onder meer een rol in het reguleren van de bloeddruk en het afremmen van ontstekingsprocessen. Bovendien werd duidelijk dat H2S het lichaam kan helpen de zuurstofvraag te verlagen, waardoor het lichaam 90% minder energie nodig heeft. Onderzoek aan de Rijksuniversiteit Groningen wees uit dat waterstofsulfide onder andere beschermt tegen oxidatieve stress, een factor die een belangrijke rol speelt bij ouderdomsziekten. Ook werd geconcludeerd dat H2S bescherming kan bieden bij zuurstofgebrek, zoals bijvoorbeeld tijdens een hart- of niertransplantatie, of in het geval van een hoge bloeddruk.

## Toxicologie en veiligheid
De exacte giftige werking van waterstofsulfide is onbekend, maar men vermoedt dat het gas hemoglobine inactiveert. De volgende effecten komen voor wanneer een mens aan opklimmende concentraties wordt blootgesteld:
- 0,0005 ppm: de geurdrempel[bron?]
- < 1,6 ppm: geen negatieve effecten bij een blootstelling van acht uur per dag
- 10–20 ppm: laagste concentratie waarbij oogirritatie kan ontstaan
- 50–100 ppm: schade aan de ogen
- 100–150 ppm: reukorgaan verlamd na een paar keer ademhalen en de geur wordt niet meer waargenomen
- 320–530 ppm: optreden van longembolie met mogelijk fatale consequenties
- 530–1000 ppm: beïnvloedt het centraal zenuwstelsel, vlugge ademhaling
- 800 ppm: dodelijk voor 50% van de mensen bij 5 minuten blootstelling
- > 1000 ppm: onmiddellijke bewusteloosheid en uitval van het ademhalingsapparaat, soms na één keer ademhalen